# Sarisa cookaria
Sarisa cookaria är en fjärilsart som beskrevs av Felder 1873. Sarisa cookaria ingår i släktet Sarisa och familjen mätare. Inga underarter finns listade.